# (31536) 1999 CX150
1999 CX150 (asteroide 31536) é um asteroide da cintura principal. Possui uma excentricidade de 0.22601270 e uma inclinação de 10.59475º.
Este asteroide foi descoberto no dia 8 de fevereiro de 1999 por Spacewatch em Kitt Peak.